# Yves Censi
Yves Censi, né le 8 février 1964 à Rodez, est une personnalité politique française, député de l'Union pour un mouvement populaire puis des Républicains de la 1re circonscription de l'Aveyron de 2002 à 2017.

## Biographie
Né le 8 février 1964 à Rodez, il est le fils de Marc Censi, ancien maire de Rodez.
Diplômé de l’ESC Clermont et titulaire du DEA Ens-Ehess en sciences sociales, il débute comme ingénieur conseil en organisation chez KPMG Peat Marwick Consultants, avant de diriger le marketing et les jeux en ligne de La Française des Jeux .
En 1998 il devient conseiller de Jacques Chirac à l’Élysée durant la cohabitation, et travaille aux côtés de Claude Chirac sur l’image et la communication du Président de la République.
En 2022, Yves Censi devient Senior Partner de Mascaret, spécialisé dans la communication d’affaires.

## Parcours politique

### Activité locale
Le père d'Yves Censi, Marc Censi, maire sortant de Rodez, ne se représente pas en 2008. Christian Teyssèdre, est candidat PS face, notamment, à une droite divisée en deux listes DVD et une liste UMPgagne au premier tour. Yves Censi interprète cet échec comme une mauvaise direction des instances locales de son parti.
Dès 2012, Yves Censi fait campagne dans l'opposition ruthénoise.
Bien qu'il se présente avec une liste unitaire UMP et UDI, Yves Censi est battu à la suite des élections municipales de mars 2014 après une triangulaire l'opposant à deux listes de gauche dont celle du maire sortant Christian Teyssèdre.
En janvier 2016, il est élu à la présidence de la fédération départementale de son parti, élection annulée deux mois plus tard par la haute autorité des Républicains en raison d'une manquement à la procédure dont son concurrent a fait l'objet. Yves Censi conteste la décision, mais l’annulation est de nouveau confirmée par la haute autorité le 4 avril 2016, une nouvelle élection est prévue le 30 avril 2016. Le 14 avril 2016, Yves Censi est le seul candidat ayant réuni les 28 parrainages requis pour prétendre à la présidence départementale des Républicains, il est élu sans opposants.
Le 17 février 2016 une partie de l'opposition municipale se désolidarise d'Yves Censi, qui lui reprochent d'« [avoir] coupé les têtes de ceux qui montent » et, pour 2015, « une dizaine d’exclusions qui ont été prononcées ».

### Mandats nationaux
Le 19 juin 2002 Yves Censi est élu député UMP de la 1re circonscription de l'Aveyron.
Le 10 octobre 2012 il fait enregistrer une proposition de loi « visant à protéger le nom des communes et des collectivités territoriales » constitué d'un article unique : « Les collectivités territoriales bénéficient d’une disponibilité pleine et entière de leur dénomination et peuvent en faire librement usage dans le cadre de l’exercice des missions de service public qu’elles assurent. ».
Il participe régulièrement aux travaux de la commission des Finances, dont il assure la vice-présidence du 28 juin 2007 au 19 juin 2012.
Le 14 janvier 2017 Yves Censi est désigné candidat à sa propre succession dans sa circonscription par la commission nationale d'investiture de LR pour les législatives de 2017.

## Mandats
- Député UMP puis LR de la 1re circonscription de l'Aveyron du 19 juin 2002 au 20 juin 2017[1].

## Prises de position
Yves Censi déclare le 25 août 2015 que l'éolien est une « vaste fumisterie » dont les projets d'implantation constitueraient une « spéculation sur de l'argent public au détriment des territoires ruraux » « sans rationalité économique » et se réaliseraient en « l'absence de contrôles citoyens ».